# Amity Blight
Amity Blight es un personaje ficticio de la serie de televisión de Disney Channel The Owl House. Ella es expresada por Mae Whitman. La creadora del programa Dana Terrace confirmó que es lesbiana, lo que convirtió a Amity en el primer personaje lésbico en una caricatura de Disney.
Ha sido bien recibida tanto por la crítica como por los fanáticos del programa, quienes elogiaron su personaje y la actuación de Whitman.

## Personaje
Amity Blight es una habitante de 14 años de las Islas Hirvientes, un archipiélago ubicado en el Reino de los Demonios. El Reino de los Demonios es un reino aparte del Reino Humano, al que se puede acceder a través de portales, o como se muestra en la serie, una puerta mágica. Tiene la piel blanca muy pálida, el pelo corto naturalmente marrón (que ha teñido tanto de verde claro como de lila a lo largo de la serie), ojos amarillos y, por lo general, usa una blusa negra de manga larga, pantalones color vino tinto y zapatos negros sin cordones mientras no está en la escuela. Mientras está en Hexside, usa la ropa de pista que eligió, que incluye mangas y calcetines largos de color rosa, y un uniforme negro. Tiene un estilo de lucha que algunos han llamado «poco ortodoxo». Terrace también dijo que consideraba a Amity «más deportista» que tener una «estética punk».
Amity experimenta un importante desarrollo de personajes a lo largo de la serie. Originalmente comienza como una estudiante malcriada, autoritaria y grosera en su primera aparición, que menosprecia a sus compañeros (como Willow), debido a su control superior y su desempeño general en la magia de Abominación. Sus calificaciones, junto con la influencia que su familia tiene sobre la escuela, significaron que nadie podía tocarla y que sus maestros la querían. Sin embargo, a medida que avanzaba la serie, se reveló que Amity no era la matona estándar que parecía ser; tiene un trauma complejo y un caso de autodesprecio por su educación tóxica, que incluye abuso emocional por parte de su madre Odalia, negligencia emocional por parte de su padre Alador y acoso por parte de sus hermanos Emira y Edric, a pesar de que estos últimos la apoyarían más tarde. Debido al chantaje de su madre, se vio obligada a fingir y actuar. En episodios desde «Lost in Language» hasta «Understanding Willow», era evidente que el comportamiento duro y cruel de Amity era un mecanismo de defensa y una forma de afrontar el trauma de su infancia, así como su soledad y miseria. Ella nunca quiso lastimar a Willow y sus acciones hacia ella fueron todo un acto. Su asociación superficial con Boscha y su pandilla también fue resultado de la presión de su madre. El deseo de Amity de tener amigos reales y su anhelo de amor y respeto fueron evidentes a lo largo de la serie. Nunca consideró a Boscha y su pandilla como verdaderos amigos y solo salía con ellos superficialmente debido a la presión de su madre. Del mismo modo, su madre le impuso su entusiasmo por unirse al Aquelarre del Emperador, y esperaba ganarse el amor y el respeto de su familia a través de ello. Sin embargo, cuando Luz entra en su vida, Amity finalmente comienza a salir del caparazón en el que su madre la obligó a entrar, y Amity se convierte en una mejor persona por ello, recuperando su amistad con Willow y finalmente enamorándose de Luz. Este cambio de personaje recibe un significado visual adicional en el episodio «Through the Looking Glass Ruins», cuando el cabello verde de Amity, el color representativo de la fachada curada por Odalia, se vuelve a teñir de púrpura como muestra de su nueva individualidad. Whitman, la actriz de voz de Amity, describió a Amity como complejo, complicado, con problemas y «lidiando con algunas cosas». También notó que cuando Amity estaba con Luz, Amity aprovechó su lado más suave y «más vulnerable».

### Creación
El 3 de septiembre de 2020, durante un Reddit AMA, Terrace declaró que durante el desarrollo del programa, Amity tenía un peinado diferente y que el aspecto cambió después del piloto no emitido y no animado, cuando decidió que el estilo utilizado en el programa se vería «mejor para el personaje».

### Representación LGBTQ+
El 7 de julio de 2020, al responder a un fan que publicó un fotograma de Amity poniendo sus manos sobre el hombro de Luz, de una promoción del próximo episodio «Enchanting Grom Fright» en Twitter, Terrace dijo que no hay una explicación heterosexual por el momento. El 2 de septiembre, durante un Reddit AMA, Dana Terrace confirmó que Amity pretende ser lesbiana y que Luz es bisexual. También afirmó que la relación entre Amity y Luz se exploraría en la temporada 2 y que Luz «no se da cuenta de algunas cosas que tiene delante», incluido el enamoramiento de Amity por ella. En el mismo AMA, Terrace afirmó que Luz fue el primer enamoramiento de Amity y que estaba emocionada de ver a la gente conectarse con los personajes del programa, como Luz y Amity. En octubre de 2022, la actriz de voz de Amity, Mae Whitman, dijo que expresar a Amity le dio la valentía de declararse pansexual.

## Biografía del personaje ficticio

### Primera temporada
Amity, una de las mejores estudiantes de la Escuela Hexside de Magia y Demonios, en Huesosburgo, un pueblo en el Reino de los Demonios, conoce a Luz Noceda y le guarda rencor. Algún tiempo después, se encuentra con Luz en la convención anual. Amity la menosprecia por tratar de ser una bruja y finalmente acceden a un duelo de brujas. Más adelante en la temporada, Amity hace que Luz y sus propios hermanos, Emira y Edric, sean expulsados de la biblioteca por perder el tiempo. Sin embargo, tanto Amity como Luz se ven obligadas a trabajar juntas para salvarse de un personaje mágico generado a partir de un libro. Después de que Luz haya sido aceptada en Hexside, Amity le dice que debe dominar dos hechizos para poder asistir a clases con ella. Gracias al apoyo de Luz, Amity recupera su amistad con Willow, que anteriormente estaba tensa por la influencia de sus padres. Para la noche de Grom, Amity es elegida como la Reina Grom, lo que significa que debe ingresar a la mazmorra de la escuela y luchar contra Grometheus, un demonio que cambia de forma y que puede manifestarse en el mayor temor de la persona que lucha contra él. Luz interviene para reemplazarla en la pelea, pero Amity tiene que intervenir para salvarla. En un momento, se revela que Luz era la persona a la que tenía la intención de invitar al baile, y su mayor temor era que la rechazara. Después de que Willow y Gus se ven obligados a abandonar el equipo de Luz debido a su duro entrenamiento, Amity le revela que experimentó algo similar. Aunque pierden por poco un partido rencoroso, todos se ganan la simpatía y el respeto de los compañeros de equipo de Boscha. Sin embargo, Amity se lastima la pierna en el partido y Luz la cuida, lo que profundiza aún más su vínculo.

### Segunda temporada
Los padres de Amity, Odalia y Alador, expulsan a sus amigos de Hexside, ya que los consideran una mala influencia para ella. Amity más tarde salva a Luz de los abomatones creados por la empresa familiar y finalmente desafía a su madre, permaneciendo al lado de Luz a pesar de las advertencias de Odalia. Mientras trabaja en la biblioteca de Huesosburgo, Amity le presta a Luz su tarjeta de la biblioteca, para que pueda acceder al diario de Philip Wittebane, almacenado en la sección prohibida de la biblioteca. Entran juntos, finalmente encuentra el diario, pero un ratón se ha comido sus páginas. Como castigo, Malphas, la bibliotecaria, despide a Amity y confisca su tarjeta. Más tarde les revela a sus hermanos que está preocupada por sus sentimientos por Luz, mientras le tiñen el cabello. Como recompensa, Amity besa a Luz en la mejilla, pero inmediatamente deja la escena avergonzada, sin saber que Luz se siente halagada. Más adelante en la temporada, Hooty secuestra repentinamente a Amity y entra en un túnel de amor con Luz. Se da cuenta de que Luz está interesada en ella hasta que destruye el túnel por vergüenza, convenciendo a Amity de que no la ama. Luz luego explica que pensó que Amity era demasiado genial para estar allí con ella. Posteriormente, ambos se invitan a salir y se convierten en pareja. Cuando Luz está enferma, Amity va con Eda y King para recuperar la sangre de Titán del lago Eclipse y se baten en duelo contra Hunter por la sangre, y logra obtener algo de ella en su guante. En la misma temporada, ella y Luz establecen un club de escritores y Amity ingresa a Batalla de Huesosburgo para demostrar su valía ante Alador. Más tarde, Odalia la castiga, pero Luz la salva y Amity la besa por primera vez. Junto a sus amigos, Amity confronta a sus padres para que dejen de producir Abomatones para el Emperador y se entera de que Odalia se queda con Belos, por lo que la repudia y destruye la fábrica con la ayuda de Alador. Después de que comienza el Día de la Unidad, Amity, junto con Willow, Gus y Hunter, ayudan a Luz a luchar contra un Belos transformado. Ella y sus amigos son enviados a través de un portal por King, quien lo hizo para salvarlos, y se encuentran en el Reino Humano, conociendo a la madre de Luz, Camila, por primera vez.

### Tercera temporada
Meses después, Amity se acostumbra a la vida en Gravesfield, pero ella y sus amigos buscan continuamente formas de volver al Reino de los Demonios. Luego, Flapjack, el palisman de Hunter, encuentra un pergamino oculto que parece conducir a un suministro de sangre del Titán, pero Hunter poseído por Belos le quita el pergamino y activa un portal al Reino de los Demonios en un cementerio, después de que Hunter lo expulsó de su cuerpo. Después de que Luz, afligida por la culpa, revela que accidentalmente introdujo a Belos a la magia cuando viajó en el tiempo, Amity le dice que no la dejará, mientras cruzan el portal hacia el Reino de los Demonios, con Luz y Camila siguiéndolas pronto. Amity y los demás se encuentran con las Islas Hirvientes después de que El Coleccionista tomó control de ellas, donde muchos de los residentes se convirtieron en títeres. Muchos de los amigos y compañeros de clase de Amity se esconden en Hexside para evitar ser capturados. Luego, se enfrenta a Boscha por primera vez en meses, donde le pide a Amity que vuelva a ser su amiga. Amity la rechaza, pero ella y los demás ayudan a Luz a derrotar a Kikimora, después de que ella se disfrazó de estudiante de Hexside. Posteriormente, Amity y los demás son capturados por El Coleccionista y convertidos en títeres, por lo que le dice a Luz que use un glifo de luz para protegerse. Después de que Luz vence al Emperador Belos y todos vuelven a la normalidad, Amity saluda a su novia con los brazos abiertos y comparten un beso. Años más tarde, en el cumpleaños número 18 de Luz, Amity y los demás sorprenden a Luz con una «King-ceañera» por ayudar a reconstruir las Islas en todos sus cumpleaños anteriores. El Coleccionista, que había sido redimido antes de la derrota de Belos, regresa con fuegos artificiales mientras todos, incluidas Luz y Amity, miran juntos.

## Recepción
El personaje fue recibido positivamente. Jade King de The Gamer la describió como involucrada en una «rebelión queer necesaria», cuya identidad lesbiana juega con el arco de su personaje. King también describió a Amity como «profunda, una matona que se volvió rebelde» como Luz. King también comparó el personaje de Amity con Katara de Avatar: la leyenda de Aang, ya que Whitman es la actriz de voz de ambos personajes, y argumentó que hay similitudes entre estos dos personajes. Joshua Fox de Screen Rant elogió la historia en torno a «Amity es lesbiana y está enamorada de Luz», y Tegan Hall de la misma publicación elogió el carácter de Amity por ser ambicioso, cariñoso, nerd y protector. James Troughton de The Gamer argumentó que Amity y su amiga Luz muestran la «extrañeza desvergonzada en la pantalla» de la serie. Sin embargo, Kevin Johnson de The A.V. Club criticó la serie, afirmando que no estaba «comprando los desarrollos entre Amity y Luz», y dijo que tratar de encontrar profundidad en el personaje de Amity mientras «ignora sus tratamientos anteriores hacia Luz... es falso».
Otros elogiaron la evolución del carácter de Amity fuera de su «relación con Luz», y la creciente relación romántica entre Amity y Luz. Esto incluyó el episodio de la temporada 1 «Enchanting Grom Fright», cuando Amity y Luz bailan juntas por primera vez, y el episodio de la temporada 2 «Through the Looking Glass Ruins». El último episodio recibió una gran atención y prensa sobre la creciente relación de Luz y Amity y su final, en el que Amity besa a Luz en la mejilla. La relación de Amity con Luz, conocida como «Lumity», fue elegida por los fans como uno de los mejores Ships en Tumblr en 2021, y de otra manera atrajo la atención de los fanáticos y los críticos.